# Antoni Ramallets
Antonio Ramallets Simón, né le 1er juillet 1924 à Barcelone (Catalogne, Espagne) et mort le 30 juillet 2013 dans la même ville, est un joueur international et entraîneur de football espagnol.
Gardien de but prometteur, il rejoint à 23 ans le FC Barcelone dont il garde les buts pendant quinze saisons et où il remporte de nombreux trophées. Il gagne à cinq reprises le Trophée Zamora de meilleur gardien de la Liga. 
Il est sélectionné en équipe d'Espagne, avec laquelle il dispute la Coupe du monde en 1950. Il se reconvertit ensuite comme entraîneur dans les années 1960, avec un succès plus modeste.

## Biographie
Né à Barcelone, Ramallets joue dans sa jeunesse dans des modestes clubs locaux, comme le Racing del Guinardó. En 1941, à 17 ans, ses performances lui valent de signer son premier contrat professionnel avec un des clubs historiques de la ville, le CE Europa. Parti l'année suivante à San Fernando, dans la province de Cadix, pour son service militaire, il évolue pour le club local, le CD San Fernando. En 1944 il signe au RCD Majorque, un club de 2ª División. Il y est repéré par le prestigieux FC Barcelone, qui le fait signer en 1946. Il est prêté l'année suivante au Real Valladolid, un club de 3ª División qu'il mène en division supérieure.
En 1947, il intègre l'effectif barcelonais, comme remplaçant de l'emblématique Velasco. La blessure de ce dernier au milieu de la saison 1949-1950 lui permet de faire ses preuves et de conquérir finalement la place de titulaire. Ses excellentes performances lui valent d'être sélectionné avec l'équipe d'Espagne pour la Coupe du monde de 1950 au Brésil. Il y gagne sa place de titulaire, aidant la sélection à accéder au tour final (réunissant les quatre meilleures équipes), et y acquiert le surnom de Chat de Maracana. Il est alors considéré comme le meilleur gardien de but du Monde.
Sous le maillot du FC Barcelone, aux côtés de joueurs prestigieux comme Luis Suárez, Ladislao Kubala, Sándor Kocsis ou Zoltán Czibor, Ramallets remporte de nombreux titres. Il est le gardien de but de l'équipe des cinq coupes, qui remporte entre 1951 et 1953 deux championnats et trois coupes du Roi. Titulaire jusqu'en 1961 (à l'exception de la saison 1953-1954), il remporte six titres de champion d'Espagne (1948, 1949, 1952, 1953, 1959, 1960), quatre Coupes d'Espagne (1951, 1952, 1953, 1957) et deux Coupes des villes de foire (ancêtre de la Coupe de l'UEFA), en 1958 et 1960. Il termine sa carrière sur une défaite en finale de la Coupe des clubs champions européens 1960-1961 face au Benfica Lisbonne (2-3).
À son départ, Ramallets compte 538 matchs sous le maillot du Barça, dont 384 matchs officiels (dont 288 en championnat), ce qui en fait le troisième gardien ayant disputé le plus de matchs pour le club derrière Andoni Zubizarreta (410 matches) et Víctor Valdés. À titre personnel, Ramallets remporte cinq fois le Trophée Zamora de meilleur gardien du Championnat d'Espagne (1952, 1956, 1957, 1959, 1960), un record. Il compte enfin 35 sélections en équipe nationale (entre 1950 et 1961), et sept en équipe de Catalogne.
Le 6 mars 1962, Ramallets reçoit l'hommage des socios lors de son jubilé, où il reprend les gants pour un match de gala face aux Allemands de Hambourg SV, et notamment le buteur Uwe Seeler.
Ramallets se reconvertit ensuite comme entraîneur, et dirige entre 1962 et 1969 successivement le Real Valladolid (deux fois), le Real Saragosse, le Real Murcie, le CD Logroñés, Hércules CF et le Deportivo Ilicitano. En 1964, il connaît son apogée à ce poste en menant Saragosse à la victoire du Coupe d'Espagne et en Coupe des villes de foire, et à la 4e place en championnat.
En 2008, un nouvel hommage lui est rendu par l'intermédiaire de Joan Gaspart, l'ancien président du FC Barcelone.

## Parcours de joueur
- 1941-1942 :  CE Europa
- 1942-1944 :  Real Majorque
- 1944-1945 :  CD San Fernando
- 1946-1947 :  Real Valladolid (prêt)
- 1947-1962 :  FC Barcelone[7]

## Récompenses individuelles
- Trophée Zamora (5) : 1952, 1956, 1957, 1959 et 1960.